# 1994 w polityce

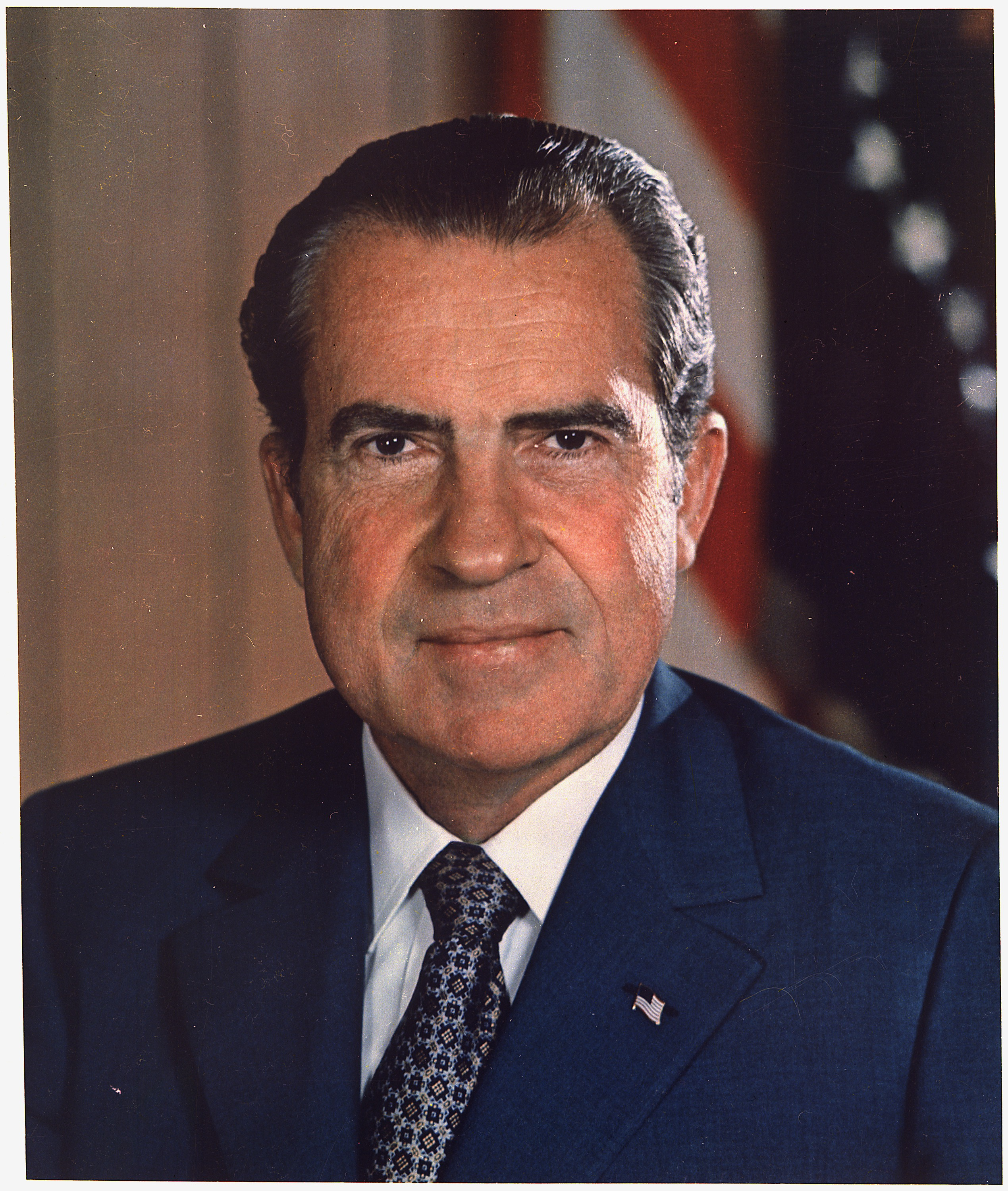
Richard Nixon

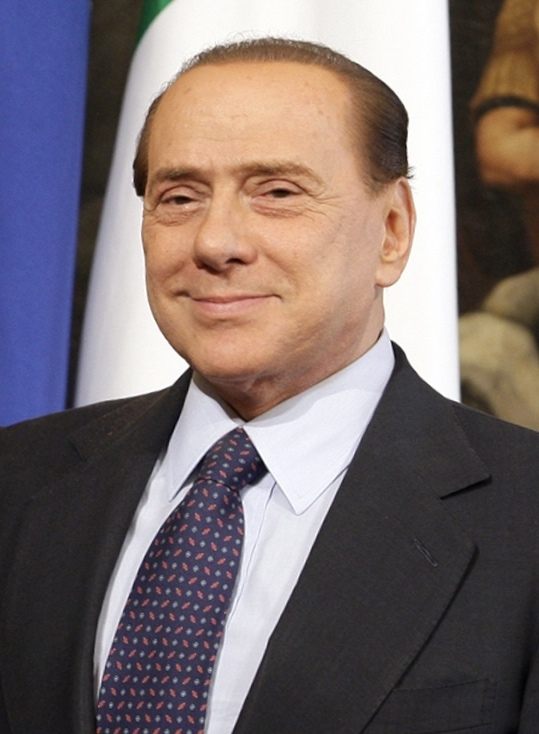
Silvio Berlusconi

Wydarzenia polityczne w 1994 roku.

## Styczeń
- 10–11 stycznia – podczas szczytu w Brukseli kraje NATO przyjęły program współpracy z krajami europejskimi nienależącymi do Paktu Partnerstwo dla Pokoju[1].
- 18 stycznia – Silvio Berlusconi założył ugrupowanie Forza Italia[2].

## Marzec
- 1 marca – w Waszyngtonie delegacje Chorwatów i Muzułmanów doszły do porozumienia w sprawie utworzenia wspólnej federacji na obszarze Bośni[1].
- 5 marca – zmarł Jan Dobraczyński, pisarz i polityk, działacz katolicki, parlamentarzysta[3].
- 28 marca – zmarł Glen Garfield Williams, brytyjski duchowny baptystyczny, działacz ekumeniczny[4].

## Kwiecień
- 1 kwietnia – Węgry jako pierwsze państwo z byłego bloku wschodniego złożyły wniosek o przyjęcie do Unii Europejskiej[1].
- 22 kwietnia – zmarł Richard Nixon, prezydent Stanów Zjednoczonych[5].
- 27 kwietnia – zmarł Lorenzo De Vitto, włoski eurodeputowany[6].

## Maj
- 4 maja – w Kairze premier Izraela Icchak Rabin i przywódca Organizacji Wyzwolenia Palestyny Jasir Arafat podpisali porozumienie, które zagwarantowano Palestyńczykom uzyskanie ograniczonej autonomii w Strefie Gazy i Jerychu[1].
- 10 maja – Nelson Mandela został prezydentem Południowej Afryki[1].
- 14 maja – w Moskwie przedstawiciele Gruzji i Abchazji podpisali układ O zaprzestaniu działań wojennych i rozdzieleniu sił na terenie Abchazji. Podpisane porozumienie tylko formalnie zakończyło wojnę gruzińsko-abchaską[1].
- 19 maja – zmarła Jacqueline Kennedy Onassis, wdowa po prezydencie Johnie Fitzgeraldzie Kennedym[7].

## Lipiec
- 20 lipca – Alaksandr Łukaszenka objął władzę na Białorusi[8].
- 21 lipca – Tony Blair został przywódcą Partii Pracy[9].
- 25 lipca – w Waszyngtonie Icchak Rabik i jordański monarcha Husajn ibn Talal podpisali deklarację o zakończeniu stanu wojny pomiędzy Izraelem a Jordanią. Podczas podpisania deklaracji był obecny prezydent Stanów Zjednoczonych Bill Clinton[1].

## Sierpień
- 14 sierpnia – w Chartumie aresztowano poszukiwanego od 20 lat terrorystę Szakala. Terrorystą okazał się 44-letni Wenezuelczyk Iljicz Ramirez Sanchez[1].

## Wrzesień
- 1 września – wybuchła I wojna czeczeńska[1].

## Październik
- 7 października – w wypadku samochodowym w Krzeczowie koło Rabki zginęło czworo posłów: Wanda Sokołowska, Maria Trzcińska-Fajfrowska, Halina Licnerska i Marian Korczak (polityk)[10].

## Grudzień
- 10 grudnia – Pokojową Nagrodę Nobla otrzymali Icchak Rabik, Szimon Peres i Jasir Arafat[1].
- 11 grudnia – wojska rosyjskie wkroczyły do Czeczenii, bez wypowiedzenia wojny[1].
- 24 grudnia – Muzułmanie i Chorwaci zawarli rozejm z Serbami (na cztery miesiące). Oprócz zawieszenia walk obie strony zobowiązały się do wymiany jeńców wojennych i podjęcia dalszych rozmów pokojowych[1].